# Adelante Andalucía (coalition)
Pour les articles homonymes, voir Adelante Andalucía.
Adelante Andalucía (en français : « En avant l'Andalousie », AA) est une coalition politique espagnole de gauche et andalou constituée en 2018. Elle disparaît en 2021 en raison d'une rupture entre ses promoteurs, dont l'une constitue après le parti du même nom.

## Historique

### Fondation
La coalition Adelante Andalucía, qui réunit Podemos, la Gauche unie Les Verts – Appel pour l'Andalousie (IULV-CA), la Gauche andalouciste (IzAnd) et le Printemps andalou, est présentée officiellement le 29 juin 2018 lors d'un événement public à Cordoue. L'alliance se montre alors tant critique du Parti populaire de Mariano Rajoy que des politiques de la présidente socialiste d'Andalousie, Susana Díaz.
Le 7 septembre suivant, la secrétaire générale de Podemos Andalousie, Teresa Rodríguez, devient la candidate de la coalition à la présidence de la Junte. Elle présente environ dix jours plus tard sa candidature aux primaires de la coalition, conjointe avec le coordonnateur d'IULV-CA Antonio Maíllo (es) qui postule comme vice-président du gouvernement de la communauté autonome. Sans concurrents, ils sont effectivement désignés le 2 octobre, recueillant 92 % des suffrages exprimés avec 21 % de participation parmi le corps électoral admis à voter.
Les directions de Podemos Andalousie et de la Gauche unie Les Verts enregistrent en décembre 2019 Adelante Andalucía comme un parti politique, représenté par une simple militante du mouvement Anticapitalistas, Olga Negrón. Officiellement, il s'agit d'éviter que le nom de l'alliance électorale ne soit récupéré par une autre force politique, mais cette procédure intervient alors que Teresa Rodríguez insiste auprès du secrétaire général de Podemos Pablo Iglesias pour constituer une entité politique propre, à l'image de Barcelone en commun.

### Rupture
Teresa Rodríguez annonce le 13 février 2020 son intention de quitter la formation pour relancer Adelante Andalucía comme parti politique indépendant qu'elle souhaite « andalouciste, écologiste, féministe et de la classe laborieuse ». Elle déclare le 11 août 2020 qu'elle considère la coalition comme « rompue » après avoir échoué à convaincre son propre parti et la Gauche unie Les Verts – Appel pour l'Andalousie (IULV-CA) de transformer leur alliance en un parti politique nationaliste andalou, tandis que IULV-CA l'accuse de s'approprier les outils de communication numérique de leur espace commun.
Le 28 octobre, Podemos et IULV-CA obtiennent du bureau du Parlement d'Andalousie que Teresa Rodríguez et sept autres députés soient reconnus comme « transfuges » puisque toujours titulaires de leur mandat mais plus membres de Podemos, ce qui les exclut de leur groupe parlementaire. Quatre mois plus tard, Podemos et Gauche unie indiquent que leur alliance prend le nom d'Unidas Podemos pour l'Andalousie (UPxA).

## Résultats électoraux

### Élections au Parlement d'Andalousie
| Année | Chef de file     | Voix    | %     | #  | Sièges   | Gouvernement |
| ----- | ---------------- | ------- | ----- | -- | -------- | ------------ |
| 2018  | Teresa Rodríguez | 585 949 | 16,19 | 4e | 17 / 109 | Opposition   |